# Burundi Sport Dynamik
Burundi Sport Dynamik New Look, auch als Burundi SD oder BS Dynamik Bujumbura  bekannt, ist ein 2009 gegründeter burundischer Fußballverein mit Sitz in der Stadt Bujumbura. Aktuell spielt der Verein in der ersten Liga, der Ligue A.

## Erfolge
- Burundischer Meister: 1972

## Stadion
Der Verein trägt seine Heimspiele im Intwari Stadium in Bujumbura aus. Das Stadion, das über einen Kunstrasen verfügt, hat ein Fassungsvermögen von 22.000 Personen.